# Cranequinero
El cranequinero fue un soldado borgoñón que servía tanto a pie como a caballo. 
Su arma fue una ballesta ligera cuyo arco comenzó siendo de madera fuerte, luego de asta y finalmente, de hierro. Se armaba con el cranequín, que era una venda o calce de hierro que afianzado en la cintura, servía para engranar una rueda dentada puesta en movimiento por medio de un manubrio, con el que se armaba la ballesta. 